# 上海之吻
上海之吻（Shanghai Kiss）是一部於2007年發行的非戲院首映爱情喜剧电影，由克恩·康威瑟 (Kern Konwiser) 和任易执导。該影片的DVD于2007年10月9日发行。希丹·彭尼蒂亞凭借該電影中的阿德莱德 (Adelaide) 一角获得纽波特海滩电影节的獎項。 
該電影講述的是居住在洛杉矶的美籍华裔演员利亚姆·刘（梁肯飾）从父亲那里得知祖母在上海市的家要他继承，所以他要去一趟中国。他本來並不喜歡自己的中国血统，所以他剛來上海時只想卖掉當地的房子並尽快回到美国。在當地遇到一个女孩后，他決定改變他的計劃。

## 角色
| 演员                                  | 角色                              |
| ------------------------------------- | --------------------------------- |
| 梁肯                                  | 利亚姆·刘（Liam Liu）             |
| 希丹·彭尼蒂亞                         | 阿德莱德·波旁（Adelaide Bourbon） |
| 胡凯莉                                | 杨美琪（Micki Yang）              |
| 乔尔·摩尔                             | 乔·西尔弗曼（Joe Silverman）      |
| 严·奥利弗（Oliver Yan）               | 凌明（Ling Ming）                 |
| 吳漢章                                | 刘马克（Mark Liu）                |
| 斯宾塞·雷德福                         | 杰西卡（Jessica）                 |
| 萨默尔·阿尔提丝                       | 弗吉尼亚（Virginia）              |
| 凯瑟琳·兰卡斯特（Kathleen Lancaster） | 乔治亚（Georgia）                 |
| 文峰                                  | 李杰（Jai Lee）                   |